# Мартс Крістіанс Калниньш
Мартс Крістіанс Калниньш (латис. Marts Kristiāns Kalniņš; *16 березня 1980, Рига) — лідер і вокаліст латвійської рок-групи «Autobuss Debesīs», актор.

## Біографія
Народився 16 березня 1980 в Ризі в родині відомого композитора Імантса Калниньша і Велгі Калнині.
У 1998 створив свій музичний колектив — групу Autobuss Debesīs. Навчався в Латвійській музичній академії ім. Язепа Вітола за фахом гобой.
Разом зі своєю групою є незмінним учасником щорічного опен-ейр фестивалю «Imantdienas».
Володіє латвійською та англійською мовами.

## Особисте життя
Дружина — Йоланта Калниня. Двоє дітей: Матісс і Ліва.
Сестра Резія Калниня — актриса.
Брат Крістс Калниньш — лютеранський пастор.

## Творчість
Калниньш — актор, грав головні ролі в рок-операх композитора Іманта Калниньша: «Kaupen, mans mīļais», «Ei, jūs tur».
У 2001 спільно з латвійською виконавицею Ілзе Пурмаліете записав альбом «Suņa dzīve» (Життя собаки).
У 2006 з тріо «Melo-M» виступав на національному конкурсі Євробачення з композицією «Say it is».
У 2009 разом зі групою Autobuss Debesīs і актрисою Веронікою Плотниковой виступав в популярному телешоу латвійського телебачення «Dziedi ar zvaigzni» (Заспівай із зіркою), де за оцінками журі, посів перше місце.
У 2012 був членом журі на національному відборі Євробачення. У 2013 виступав як диригент. У 2014 взяв участь в постановці мюзиклу «Чарівник з країни Оз».